# Педан Ігор Вікторович
Ігор Вікторович Педан — відомий український стронгмен що на міжнародній арені представляє Росію. Відомий своїми виступами у змаганнях під егідою МСЛ та за звання Найсильнішої Людини Світу. Народився в Росії у місті Омськ, нині проживає в Москві і представляє Росію на міжнародній арені. Вигравав титул Абсолютного Чемпіона Росії 2005.